# Erwerbsarmut
Von Erwerbsarmut spricht man, wenn eine Person trotz Erwerbstätigkeit  arm oder von Armut bedroht ist. Erwerbsarme werden auch englisch als Working Poor bezeichnet.

## Definitionen
Der Begriff „Working poor“ ist in der Literatur nicht einheitlich definiert.
Vielfach verwendete Definitionen, die insbesondere in der Schweiz üblich sind, lauten:
- Working Poor bezeichnet (meist) die Schnittmenge zwischen Erwerbstätigen und Armen, also Personen, die mindestens einer Wochenstunde bezahlter Arbeit nachgehen und in einem Haushalt unter der Armutsgrenze leben. Aus Datengründen werden dabei, zumindest in der Schweiz, für empirische Berechnungen nur Personen im Alter von 20 bis 59 Jahren einbezogen;
- Vollzeit-Working Poor sind Erwerbstätige, die in einem armen Haushalt leben, dessen Mitglieder insgesamt mindestens 36 Wochenstunden erwerbstätig sind („Vollzeit-Haushalt“);
- Teilzeit-Working Poor sind Erwerbstätige, die in einem armen Haushalt leben, dessen Mitglieder insgesamt weniger als 36 Wochenstunden erwerbstätig sind („Teilzeit-Haushalt“).[2]

Dabei beziehen sich die Begriffe arm und Armutsgrenze im Allgemeinen auf relative Armut und entsprechend die relative Armutsgrenze. Bisweilen werden auch zu den Working Poor diejenigen bezeichnet, die erwerbstätig sind aber in einem Haushalt mit einem (Haushalts-)Einkommen unter dem Existenzminimum leben; in Deutschland auch häufig, wer zusätzlich zu einem Arbeitslohn Arbeitslosengeld II bezieht oder beziehen könnte.
In diesen Definitionen sind Working Poor klar von Bezügern von Tief- oder Niedriglöhnen zu unterscheiden, bei denen das individuelle Erwerbseinkommen unter einer bestimmten Grenze liegt. 
Die verwendeten Definitionen von Working Poor können sich von Staat zu Staat unterscheiden.
Bei der oben angewandten Definition von Vollzeit-Working Poor ist anzumerken, dass diese in der Schweiz übliche Definition auf das Modell einer quasi-Vollzeitarbeit (im Sinne von mindestens 90 % einer 40-Stunden-Wochenarbeitszeit) innerhalb eines Haushalts mit einem einer Versorgerehe entsprechenden Arbeitsvolumen angepasst ist. Bei diesem Modell entspricht demnach in Paarhaushalten das Arbeitsvolumen insgesamt dem eines (quasi-)Vollzeitbeschäftigten. Diese Definition legt ein Modell des Erwerbsverhaltens zugrunde, das nicht auf alle Staaten anwendbar ist. So mag beispielsweise in Staaten, in denen eine Vollzeitbeschäftigung beider Partner üblich ist (Doppelversorgermodell), Working Poor anders definiert werden.
In den Vereinigten Staaten werden Individuen als Working Poor bezeichnet, die mindestens 27 Wochen erwerbstätig oder erwerbssuchend sind, deren Einkünfte aber unter die offizielle Armutsgrenze fallen.
Internationale Vergleichsstudien zu Working Poor basieren im Allgemeinen auf eigenen, standardisierten Definitionen.
Einer wissenschaftlichen Studie zufolge wächst um die Jahrtausendwende in allen Ländern das Segment des Arbeitsmarktes, das die Working Poor darstellen; dabei fehlen jedoch internationale Vergleichsdaten.
Der Arbeit kommt trotz geringer Bezahlung eine integrative Funktion zu, d. h. es ist für den Betroffenen häufig vorteilhafter Working Poor zu sein als arm und arbeitslos.

## Situation in den europäischen Ländern

### Europäische Union
Als armutsgefährdet gilt gemäß Definition der Europäischen Union, wenn jemand weniger als 60 % des durchschnittlichen Äquivalenzeinkommens des Landes zur Verfügung hat (in Österreich: 785 Euro pro Monat).

### Deutschland
| Darstellung der 2005 steuerfrei zu stellenden sächlichen Existenzminima und der entsprechenden einkommensteuerlichen Freibeträge (in Euro) |                  |          |         |
| Vgl. Seite 5, Übersicht 3 (PDF; 96 kB) | Allein- stehende | Ehepaare | Kinder  |
| Regelsatz (pro Jahr) | 4.164            | 7.488    | 2.688   |
| Kosten der Unterkunft (pro Jahr) | 2.592            | 3.984    | 804     |
| Heizkosten | 600              | 768      | 156     |
| sächliches Existenzminimum | 7.356            | 12.240   | 3.648   |
| steuerlicher Freibetrag | 7.664*)          | 15.329   | 3.648*) |
| *) Grundfreibetrag für Alleinstehende: vgl. Haushaltsbegleitgesetz 2004 vom 29. Dezember 2003 (BGBl. I S. 3076); Freibetrag für das sächliche Existenzminimum eines Kindes: vgl. Zweites Gesetz zur Familienförderung vom 16. August 2001 (BGBl. I S. 2074) |                  |          |         |

Die Bundesregierung gab das soziokulturelle Existenzminimum („sächliches Existenzminimum“) im Jahr 2005 für Alleinstehende mit insgesamt 7.356 Euro jährlich an (Fünfter Existenzminimumbericht). Für Ehepaare wurde das Existenzminimum auf 12.240 Euro und für Kinder auf 3.648 Euro beziffert. Das einkommensteuerliche Existenzminimum belief sich für Alleinstehende auf 7.664 Euro, für Ehepaare auf 15.329 Euro und für Kinder auf 5.808 Euro (Freibeträge für Kinder).
Von den Working Poor sind die Niedriglöhner abzugrenzen (siehe oben). 1994 waren 15,9 % und 2003 schon 18,6 % der Vollzeitbeschäftigten Niedriglöhner. 2006 arbeiteten 4,6 Mio. für einen Stundenlohn unter 7,50 €.
In den alten Bundesländern arbeitete im Herbst 2004 etwa ein Drittel aller abhängigvollzeitlich Beschäftigten sowohl in Niedrig- als auch in Armutslohnbereichen, verdiente also weniger als 75 bzw. 50 % des „durchschnittlichen effektiven Vollzeitverdienstes“ (im Herbst 2004 waren dies etwa 2.884 € brutto monatlich).
Im Jahr 2006 gab es bereits ca. 300.000 Vollzeit-Erwerbstätige mit ergänzendem ALG-II-Bezug, die trotz ihres Erwerbseinkommens offiziell als bedürftig gelten. Dazu kämen mehrere hunderttausend Menschen, die neben einem Teilzeit- oder Minijob ALG II bekommen. Die Anzahl dieser arbeitenden Armen ist weiterhin steigend. Insofern übernimmt ergänzendes ALG II bereits heute faktisch die Funktion eines gesetzlichen bundesweiten Kombilohnes.
Nach Daten des Mikrozensus 96 galten 5,5 % aller Erwerbstätigen in Deutschland als arm. Besonders häufig von Armut trotz Arbeit betroffen waren Selbständige. 8,7 % der Selbständigen galten als arm.
Anfang 2012 waren es knapp drei Millionen Menschen in Deutschland, die von Armut bedroht waren, obwohl sie einer regelmäßigen Arbeit nachgingen. Das ging aus der Antwort der Bundesregierung auf eine Anfrage der Linksfraktion hervor. Danach hatte sich die Zahl der armutsgefährdeten Berufstätigen in Deutschland seit fünf Jahren kaum verändert; sie lag bei über sieben Prozent. Nach einer gängigen Definition gilt als armutsgefährdet, wer über weniger als 60 Prozent des mittleren Einkommens (Medianeinkommens) verfügt. Für Alleinstehende lag dieser Wert 2012 bei 929 Euro im Monat.
Ende 2013 war die Zahl der Erwerbstätigen, die über weniger als 60 % des Medianeinkommens (979 Euro im Monat) verfügten, auf rund 3,1 Millionen gestiegen.

#### Berufe der Working Poor
30 % aller Working Poor sind an- und ungelernte Arbeiter. Auch Selbständige ohne Beschäftigte sind oft arm. Erwerbstätige, die nicht Vollzeit arbeiten, haben ein besonders hohes Armutsrisiko, doch sind auch viele trotz Vollzeitarbeit arm.
| Armutsquoten einiger Bevölkerungsgruppen in der BRD (nach Daten des Mikrozensus) | Armutsquoten einiger Bevölkerungsgruppen in der BRD (nach Daten des Mikrozensus) |
| Gruppe                                                                           | Armutsquote                                                                      |
| -------------------------------------------------------------------------------- | -------------------------------------------------------------------------------- |
| Selbständige insgesamt                                                           | 8,7 %                                                                            |
| Selbständige ohne Mitarbeiter                                                    | 10,0 %                                                                           |
| Selbständige mit 1–4 Mitarbeiter                                                 | 7,3 %                                                                            |
| Selbständige mit 5 und mehr Mitarbeitern                                         | 4,6 %                                                                            |
| Arbeiter insgesamt                                                               | 7,5 %                                                                            |
| An- und Ungelernte                                                               | 10,6 %                                                                           |
| Facharbeiter                                                                     | 5,2 %                                                                            |
| Angestellte insgesamt                                                            | 2,9 %                                                                            |
| ausführende Angestellte                                                          | 6,9 %                                                                            |
| einfache Angestellte                                                             | 4,3 %                                                                            |
| Angestellte mit schwierigen Tätigkeiten                                          | 2,1 %                                                                            |
| Quelle (PDF-Datei) (Memento vom 10. Juni 2007 im Internet Archive)               |                                                                                  |

Am häufigsten arm sind Personen aus folgenden Berufen:
Bei den Männern:
- Kraftfahrer
- Lager-/Transportarbeiter
- Maurer
- Männer aus Sicherheitsberufen
- Groß-/Einzelhandelskaufleute
- Hilfsarbeiter
- Beschäftigte aus Blech- und Installationsberufen
- Tischler
- Beschäftigte aus dem Metall- und Anlagenbau
- Kfz-Mechaniker
- Verkäufer
- Maler
- un- und angelernte Maschinisten
- Köche

Bei den Frauen:
- Verkäuferinnen
- Putzfrauen
- Bürokräfte
- Beschäftigte aus den sozialen Berufen, so z. B. Altenpflegerinnen
- Krankenschwestern
- Köchinnen
- Restaurantfachfrauen
- Friseurinnen
- Sekretärinnen
- Kosmetikerinnen
- Groß- und Einzelhandelskauffrauen[14]

Auch Akademiker sehen sich zunehmend mit der Gefahr konfrontiert, zu den „Working poor“ gerechnet zu werden: Vor allem bei den sogenannten Freiberuflern ergaben sich in den letzten Jahren erhebliche Einkommenseinbußen. Ob Architekten, Rechtsanwälte oder Journalisten: Viele leben trotz Arbeit mittlerweile am Existenzminimum, können sich weder ein Büro noch ein Auto leisten. Neben der geringen Entlohnung sehen sich diese Berufsgruppen mit weit überdurchschnittlichen Wochenarbeitszeiten konfrontiert.
Häufig wird für diese Berufsgruppen der Begriff Akademisches Prekariat verwendet.

### Schweiz
In der Schweiz sind Working Poor als „erwerbstätige Personen, die in einem die Armutsgrenze unterschreitenden, d. h. armen Haushalt leben“ definiert. Als erwerbstätig in diesem Zusammenhang gelten Personen, die in einem Arbeitsverhältnis stehen, bei dem sie für mindestens eine Arbeitsstunde pro Woche ein Erwerbseinkommen beziehen, und in einem Haushalt leben, dessen Mitglieder insgesamt mindestens 36 Stunden pro Woche gegen Entgelt arbeiten, und zwischen 20 und 59 Jahre alt sind (Definition nach BFS). Der kumulierte Erwerbsumfang der Haushaltsmitglieder bedeutet nichts anderes, als dass insgesamt für den Haushalt eine Vollzeitbeschäftigung von mindestens 90 % besteht.
In der Schweiz waren im Jahr 2003 7,4 % jener 20- bis 59-jährigen Erwerbstätigen, die in einem Haushalt mit einem Erwerbsumfang von mindestens einer Vollzeitstelle (ab 90 %) lebten, arm.
Als besonders armutsgefährdete Gruppen unter den Erwerbstätigen nennt das BFS Einelternfamilien (WP: 20,4 %) und kinderreiche Familien (WP: 20,5 %), Selbständigerwerbende (13,8 %), darunter vor allem die „Ich-AGs“, unter denen sich 18,3 % Working Poor befinden. Auch Erwerbstätige mit befristeten Arbeitsverträgen oder Verträgen „auf Abruf“ (WP: 15,9 %) sowie Wiedereinsteiger (WP: 10,1 %) haben trotz Erwerbstätigkeit ein hohes Armutsrisiko. Daneben korreliert der Ausbildungsstand sowie die Herkunft mit dem Armutsrisiko.
Die Entwicklung der Anzahl Working Poors in der Schweiz geht zum Teil mit der Entwicklung der Erwerbslosenquote – zeitverschoben um 2 bis 3 Jahre – parallel. Das Bundesamt für Statistik sieht einen statistischen Zusammenhang zwischen Arbeitslosenquote und dem Anstieg prekärer Arbeitsverhältnisse, die ihrerseits wiederum zum Anstieg der Working Poor führen. Diese Zusammenhänge werden durch unabhängige Untersuchungen des Schweizer Staatssekretariats für Wirtschaft bestätigt.

### Vereinigte Staaten
In den Vereinigten Staaten üben „Working Poor“ oft zwei bis drei Jobs gleichzeitig aus. Viele Arbeitslose und geringfügig Beschäftigte leben zudem ohne Krankenversicherung.
David K. Shipler, Träger des Pulitzer-Preises, behandelte in seinem Buch The Working Poor: Invisible in America (2004) die Situation der „Working Poor“ in den USA und die Umstände, die es ihnen erschweren, sich von der Armut zu befreien.